# Trehörningen (Lövångers socken, Västerbotten)
Trehörningen är en sjö i Skellefteå kommun i Västerbotten och ingår i Bureälvens huvudavrinningsområde. Sjön har en area på 0,923 kvadratkilometer och ligger 46 meter över havet. Sjön avvattnas av vattendraget Finnmorbäcken.

## Delavrinningsområde
Trehörningen ingår i det delavrinningsområde (716108-175126) som SMHI kallar för Inloppet i Trehörningen. Medelhöjden är 56 meter över havet och ytan är 4,82 kvadratkilometer. Det finns inga avrinningsområden uppströms utan avrinningsområdet är högsta punkten. Finnmorbäcken som avvattnar avrinningsområdet har biflödesordning 2, vilket innebär att vattnet flödar genom totalt 2 vattendrag innan det når havet efter 38 kilometer. Avrinningsområdet består mestadels av skog (51 procent), öppen mark (12 procent) och jordbruk (15 procent). Avrinningsområdet har 0,92 kvadratkilometer vattenytor vilket ger det en sjöprocent på 19,1 procent.